# Елисеев, Евгений Иванович
Евгений Иванович Елисеев (25 декабря 1908 (7 января 1909), Москва — 21 августа 1999, Санкт-Петербург) — советский футболист, полузащитник и тренер. Заслуженный мастер спорта СССР (1946). Заслуженный тренер СССР (1989). Отличник физической культуры (1950).

## Биография
Воспитанник клубной команды СКЗ (Спортивный кружок «Замоскворечье») и клубных команд московской фабрики «Красная Роза». Первый тренер — Александр Михайлович Холин. Начал играть в команде «Трёхгорка» (1926—1930).
Чемпион Москвы 1929, 1930 (в).
После разгона футбольной команды новым руководством фабрики «Трёхгорная мануфактура», наряду с некоторыми бывшими ее игроками покинул столицу и перебрался в Ленинград, где в 1931—1935 играл за команду Балтийского судостроительного завода «Балтвод», а также стал одним из ведущих игроков сборной города, в составе которой дважды становился вторым призёром чемпионатов СССР среди сборных команд городов (1932 и 1935, провел 4 игры, забил 2 мяча).
Перед первым клубным чемпионатом СССР Елисеев был приглашен в московское «Динамо», в составе которого стал трёхкратным чемпионом СССР 1936 (весна), 1937, 1940 и обладателем Кубка СССР (1937), в ряде матчей был капитаном команды. Играл за сборную Москвы (1939).
После серьёзной травмы в 1940 году закончил играть за основную команду; в военные годы выступал в первенстве Москвы за клубную команду «Динамо»-2 и команду, основу которой составляли эвакуированные игроки команды мастеров минского «Динамо» (выступавшую в этих первенствах под названием «Динамо»-II), где Елисеев завершил карьеру игрока и начал тренерскую деятельность (1945).
В 1931—1932 годах провёл три неофициальных матча в составе сборной СССР против команды Турции, в одном из которых забил мяч.
В «33-х» (журнал «ФиС») — № 2 (1930), в списках 33 — № 3 (1933) и 55 лучших футболистов СССР — № 1 (1938).
Впоследствии работал главным тренером в Динамо (Минск) (1945-46), рижских «Динамо» (1947—1948), «Даугаве» (1949—1952, 1956), РЭЗ (1960), в московском «Локомотиве» (1958—1959).
Тренер (1955, 1967) и главный тренер ленинградского «Зенита» (1961—64, по июнь). Также был главным тренером в клубах «Авангард» Харьков (1965—1966, по июль), «Пахтакор» (1968), «Политотдел» Ташкентская область (1969).
Тренер сборной СССР — 1952 (февраль-апрель).
В 1970-85 работал тренером в детско-юношеских школах, ст. тренер ДСО «Зенит» (Ленинград), писал статьи и методические пособия по теории и практике футбола.
Похоронен на Серафимовском кладбище Санкт-Петербурга.

## Примечания

Могила Елисеева на Серафимовском кладбище Санкт-Петербурга.